# مطار أطار الدولي
مطار أطار الدولي (إياتا:ATR، إيكاو:GQPA)، هو مطار دولي يخدم مدينة أطار في موريتانيا.

## شركات الطيران
لا يقدم المطار أي رحلات جوية مجدولة، لكن مؤخراً ولزيادة عدد السياح بالمنطقة، قررت الحكومة الموريتانية توقيع إتفاقيات مع شركات الطيران لتشغيل رحلات شارتر للمطار تربط بين أطار وباريس.